# God of War Ragnarök
God of War Ragnarök je akční adventura z roku 2022, kterou vyvinulo studio Santa Monica a vydala společnost Sony Interactive Entertainment. Vyšla 9. listopadu 2022 pro PlayStation 4 a PlayStation 5, což znamenalo první mezigenerační vydání v sérii God of War. Pro Windows byla vydána 19. září 2024. Jedná se o devátý díl série a pokračování hry God of War z roku 2018. 

## Děj
Hra volně vychází ze severské mytologie. Odehrává se ve starověké Skandinávii a vystupuje v ní hlavní hrdina série Kratos a jeho nyní dospívající syn Atreus. Příběh uzavírá severskou éru série a sleduje Kratovu a Atreovu snahu zabránit zničení devíti říší Ragnarökem, který je ústředním bodem severské mytologie.

## Hratelnost
Hratelnost je podobná jako v předchozím díle. Obsahuje bojová komba a speciální hádanky. Kratos kromě své bojové sekery začal používat dvoubřitou čepel a magické kopí. K novinkám patří i různé typy štítů, které mají odlišné útočné a obranné schopnosti. Jeho syn Atreus, stejně jako některé další postavy, poskytuje pomoc v boji. V určitých příběhových segmentech je Arteus plně ovladatelný.

## Vydání
Hra měla původně vyjít v roce 2021, ale v srpnu 2019 byla částečně odložena kvůli zdravotním problémům herce Kratose Christophera Judge a později kvůli dopadu pandemie covidu-19. Videohra vyšla 9. listopadu 2022 pro PlayStation 4 a PlayStation 5.
Dne 12. prosince 2023 bylo zdarma vydáno DLC s názvem Valhalla. Slouží jako epilog ke hře a sleduje Kratose, který se účastní řady zkoušek v rámci Valhally, kde se musí vyrovnat se svým minulým životem v Řecku.

## Ohlasy a recenze
Hra byla označena za jednu z nejlepších videoher všech dob. Kritici vyzdvihovali její příběh, postavy, vizuální stránku a design světa. Drobná kritika se zaměřila na některé herní mechanismy a také na nadměrné množství nápověd při řešení hádanek.
Hry se během prvního týdne po vydání prodalo přes 5 milionu kusů, čímž se stala nejrychleji prodávanou hrou v historii PlayStationu. K listopadu 2023 jí bylo prodáno přes 15 milionů kusů.
Na The Game Awards 2022 získala 11 nominací, a to včetně hry roku. Vyhrála jich celkem šest.